# Trebsen/Mulde
Trebsen ou Trebsen/Mulde est une ville de Saxe (Allemagne), située dans l'arrondissement de Leipzig, dans le district de Leipzig.

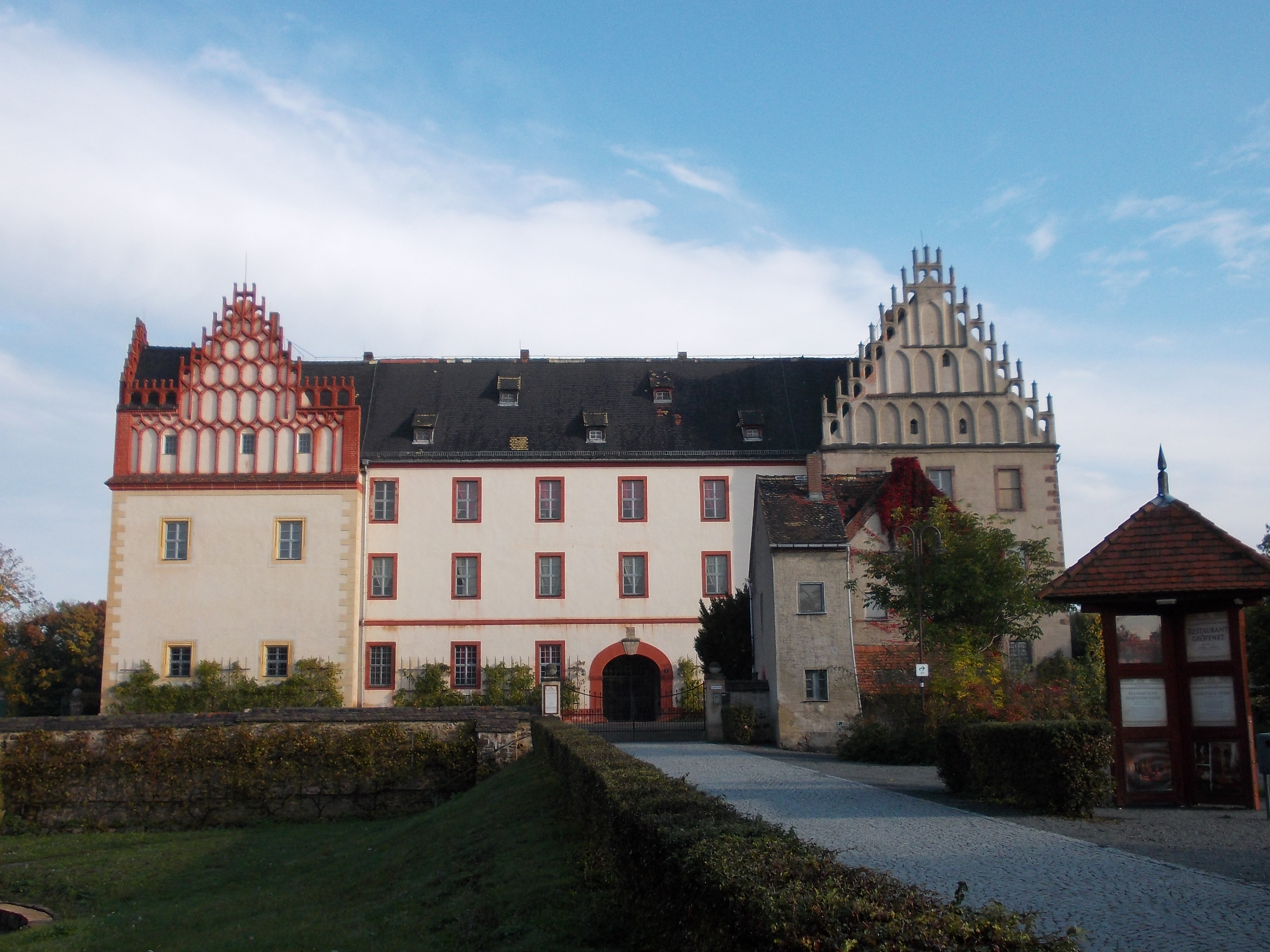
Château de Trebsen

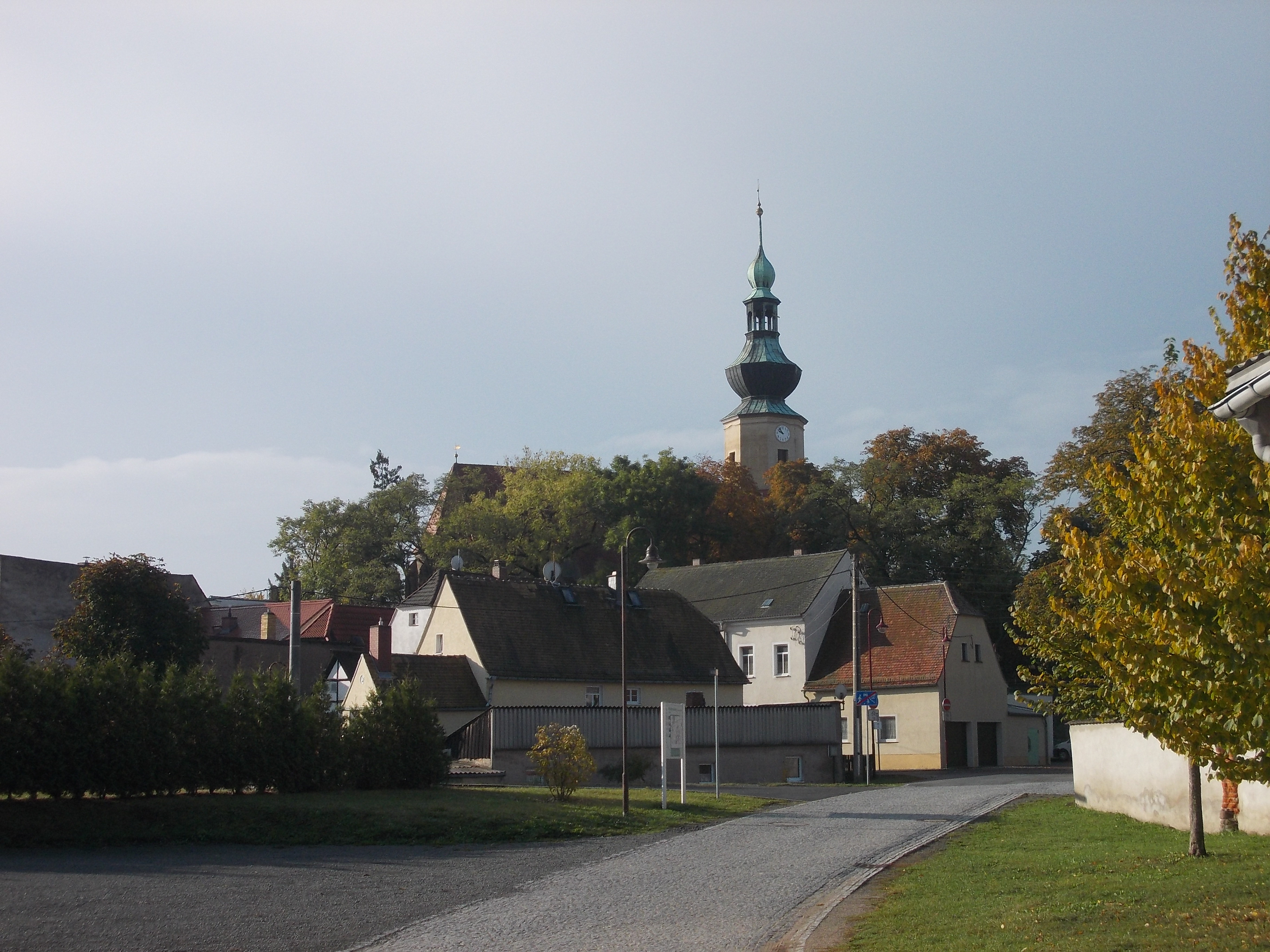
Vue vers l'église

## Bâtiments importants
Le château de Trebsen, originellement entouré d'un fossé d'eau, a son origine dans une fortification mentionnée pour la première fois en 961. 
L'église est construite en 1150 environ en style roman, tandis que son chœur (commencé en 1518, et remplaceant un clocher sur l’ancien chœur) est de style gothique tardif. Le clocher est construit entre 1552 et 1661.